# Black and White America
Albums de Lenny Kravitz
It Is Time for a Love Revolution
(2008) Strut
Singles
1. Come On Get It
Sortie : 20 février 2011
2. Stand
Sortie : 3 juin 2011
3. Rock Star City Life
Sortie : 7 juillet 2011
4. Black and White America
Sortie : 20 septembre 2011
5. Push
Sortie : 21 octobre 2011
6. Superlove
Sortie : 14 mai 2012

Black and White America est le titre du neuvième album du chanteur et musicien américain Lenny Kravitz, sorti le 22 août 2011 à l'international (et le 30 août aux États-Unis). Le design de l'album créé par Mathieu Bitton et plus particulièrement la pochette furent dévoilés lors de l'émission The Oprah Winfrey Show du 1er mars 2011 lors de laquelle Lenny a offert un jam avec un de ses fans à savoir Graham Stookey.  C'est le premier album du chanteur sous le label Roadrunner Records/Atlantic Records.
Ce disque sort trois ans après le précédent album à succès du chanteur. Black and White America inclut le titre Come on Get It sorti le 20 février 2011.
Lenny Kravitz dédie à Martin Luther King la chanson éponyme de l'album, qui le cite dès le début.

## Liste des titres
1. Black and White America - 4:35
2. Come On Get It - 4:26
3. In the Black - 3:24
4. Liquid Jesus - 3:28
5. Rock Star City Life - 3:24
6. Boongie Drop (feat. Jay-Z & DJ Military) - 3:49
7. Stand (You Are Gonna Run Again) - 3:20
8. Superlove - 3:29
9. Everything - 3:38
10. I Can’t Be Without You - 4:48
11. Looking Back On Love - 5:36
12. Life Ain’t Ever Been Better Than It Is Now - 4:17
13. The Faith of a Child - 4:06
14. Sunflower (feat. Drake) - 4:14
15. Dream - 5:11
16. Push - 4:23

## Deluxe Edition
Titres Bonus du CD :
1. Black And White America (Acoustic)
2. Everything (Acoustic)

DVD : 
1. Black And White America (Acoustic)
2. Everything (Acoustic)
3. Liquid Jesus
4. I Can’t Be Without You
5. Dream
6. War

## Coffret Super Deluxe Edition
À l'occasion de la sortie de cet album, Lenny Kravitz propose un coffret spécial comprenant :
- Un livre de photos de 46 pages des 2 ans de making-of de l'album,
- Un double album vinyle incluant un artwork de Mathieu Bitton,
- Le DVD de "Looking back on love: Making Black & White America", le documentaire sur le making of + 5 vidéos bonus en studio
- L'album CD "Black & White America"

## Musiciens
- Lenny Kravitz - Voix, Guitares, Basse, Piano, Claviers, Batterie
- Craig Ross - Guitares
- Harold Todd - Saxophone